# 2017년 K3리그 어드밴스
K3리그 어드밴스 2017은 K3리그 어드밴스의 11번째 시즌이다. 2017년부터 K3리그의 상위 12개 팀으로 K3리그 어드밴스를 구성하고, 나머지 8팀은 신생 팀과 함께 신설된 K3리그 베이직에 소속되게 되었다.
2017 시즌에는 정규시즌에 단일 리그로 2라운드(팀별 22경기)를 치르며 정규시즌이 끝난 이후 상위 4팀을 대상으로 K3 챔피언십(포스트시즌)이 진행된다. K3리그 챔피언십은 리그 3위와 4위가 플레이오프 1라운드를, 플레이오프 1라운드 우승팀과 리그 2위가 플레이오프 2라운드를, 플레이오프 2라운드 우승팀과 리그 1위가 챔피언 결정전을 치르는 방식으로 진행된다.
리그 11위와 12위는 K3리그 베이직으로 강등되며, K3리그 베이직의 상위 2 팀이 승격된다.

## 2017 시즌 참가팀
| 경주 시민축구단 전주 시민축구단 청주 시티 FC 청주 FC 춘천 FC                                    |
| 김포 시민축구단 양주 시민축구단 이천 시민축구단 양평 FC 파주 시민축구단 포천 시민축구단 화성 FC |

| 클럽            | 연고지 | 홈구장              | 가입년도 |
| --------------- | ------ | ------------------- | -------- |
| 이천 시민축구단 | 이천   | 이천종합운동장      | 2009년   |
| 포천 시민축구단 | 포천   | 포천종합운동장      | 2008년   |
| 파주 시민축구단 | 파주   | 파주스타디움        | 2012년   |
| 경주 시민축구단 | 경주   | 경주시민운동장      | 2008년   |
| 전주 시민축구단 | 전주   | 전주대학교 인조구장 | 2007년   |
| 청주 시티 FC    | 청주   | 청주종합경기장      | 2016년   |
| 화성 FC         | 화성   | 화성종합경기타운    | 2013년   |
| 춘천 FC         | 춘천   | 춘천종합운동장      | 2010년   |
| 청주 FC         | 청주   | 청주종합운동장      | 2009년   |
| 양주 시민축구단 | 양주   | 양주고덕인조구장    | 2007년   |
| 김포 시민축구단 | 김포   | 김포공설운동장      | 2013년   |
| 양평 FC         | 양평   | 용문생활체육공원    | 2016년   |

## 정규리그 순위
| 순위 | 팀            | 경기 | 승 | 무 | 패 | 득 | 실 | 차  | 승점 | 참가 자격 및 강등                           |
| ---- | ------------- | ---- | -- | -- | -- | -- | -- | --- | ---- | ------------------------------------------- |
| 1    | 포천시민 (Q)  | 22   | 12 | 8  | 2  | 31 | 19 | +12 | 44   | K3리그 어드밴스 2017 챔피언십 챔피언 결정전 |
| 2    | 청주 시티 (Q) | 22   | 8  | 11 | 3  | 33 | 23 | +10 | 35   | K3리그 어드밴스 2017 챔피언십 플레이오프    |
| 3    | 화성 FC (Q)   | 22   | 9  | 8  | 5  | 30 | 26 | +4  | 35   | K3리그 어드밴스 2017 챔피언십 플레이오프    |
| 4    | 양평 FC (Q)   | 22   | 11 | 2  | 9  | 25 | 28 | -3  | 35   | K3리그 어드밴스 2017 챔피언십 플레이오프    |
| 5    | 김포 FC (Q)   | 22   | 9  | 6  | 7  | 28 | 26 | +2  | 33   | K3리그 어드밴스 2017 챔피언십 플레이오프    |
| 6    | 이천시민      | 22   | 9  | 5  | 8  | 43 | 32 | +11 | 32   |                                             |
| 7    | 충북 청주 FC  | 22   | 7  | 9  | 6  | 18 | 19 | -1  | 30   |                                             |
| 8    | 경주시민      | 22   | 7  | 5  | 10 | 36 | 36 | 0   | 26   |                                             |
| 9    | 전주시민      | 22   | 7  | 5  | 10 | 30 | 36 | -6  | 26   |                                             |
| 10   | 춘천시민      | 22   | 7  | 3  | 12 | 23 | 29 | -6  | 24   |                                             |
| 11   | 파주시민      | 22   | 6  | 6  | 10 | 22 | 31 | -9  | 24   | k3리그 베이직 2018으로 강등                 |
| 12   | 양주시민      | 22   | 4  | 4  | 14 | 33 | 47 | -14 | 16   | k3리그 베이직 2018으로 강등                 |

* 마지막 업데이트 : 2017년 10월 14일
* 출처 : http://data.7m.cn/matches_data/680/kr/index.shtml ]
* 순위 결정방식 : 
1) 승점; 2) 골 득실차; 3) 득점 수.
* (C) = 우승; (R) = 강등; (P) = 승격; (O) = 플레이오프 승리; (A) = 다음 라운드 진출 
* 시즌이 끝나지 않은 경우만 사용되는 표시: 
(Q) = 대항전 진출 자격이 됨; (TQ) = 대항전 진출 자격이 됐으나 진출할 라운드가 정해지지 않음; (RQ) = 강등 결정전 진출 자격이 됨; (DQ) = 대항전 진출 자격을 잃음.

## 같이 보기
- 2017년 대한민국 축구 리그 시스템

 1부 K리그 클래식 2017
 2부 K리그 챌린지 2017
 3부 내셔널리그 2017
 4부 K3리그 어드밴스 2017
 5부 K3리그 베이직 2017
 6부 디비전7리그 2017
 FA컵 FA컵 2017
- K3리그 관련 문서

 리그 K3리그 (어드밴스 / 베이직)
 주관 대한축구협회
 컵 대회 대한민국 FA컵